# Virola kwatae
Virola kwatae är en tvåhjärtbladig växtart som beskrevs av D. Sabatier. Virola kwatae ingår i släktet Virola och familjen Myristicaceae. Inga underarter finns listade i Catalogue of Life.